# JPMorgan American Investment Trust
JPMorgan American Investment Trust plc ist eine britische Investmentgesellschaft mit Sitz in London. 
Das Unternehmen investiert in nordamerikanische börsennotierte Unternehmen mit dem Ziel, den S&P 500 Index mit reinvestierten Nettodividenden, ausgedrückt in Pfund Sterling, als Benchmark zu übertreffen. Die Verschuldungspolitik des Unternehmens liegt innerhalb einer Spanne von 5 % Nettobarmitteln bis 20 % Verschuldung. Das Unternehmen investiert in verschiedene Sektoren wie Informationstechnologie, Kommunikationsdienstleistungen, Immobilien, Finanzwerte und Gesundheitswesen.
Im Februar 2024 beliefen sich die verwalteten Mittel auf insgesamt 1.754 Mio. Pfund.
Die Fondsmanager des Trusts sind Jonathan Simon, Timothy Parton und Felise Agranoff von JPMorgan Funds Limited.
Das Unternehmen ist an der Londoner Börse gelistet und Teil des FTSE 250 Index.